# 「さよなら」の女たち
『「さよなら」の女たち』（さよならのおんなたち）は、1987年12月5日に公開された東宝製作の日本映画である。同時上映は『ゴルフ夜明け前』。

## 概要
斉藤由貴の主演4作品目。大森一樹が監督を務める斉藤主演作としては3作品目。斉藤・大森による前2作品『恋する女たち』『トットチャンネル』の好評を受けて制作されたが、興行的には不調に終わった。
大森は監督を務める予定であった『ゴジラvsビオランテ』の製作が遅れていたため、同作品で特技監督を務める川北紘一にクライマックスでの特撮シーンを発注している。

## ストーリー
正社員になれるはずだったアルバイト先の編集部を突然クビになった22歳の郁子（斉藤由貴）は、大学卒業を間近に控えて悩んだ末、高校教師の父親（伊武雅刀）に相談する。だが「俺は歌手になる。お前はもう一人で生きていけるはずだ」と宣言され、混乱した郁子はフェリーに飛び乗って級友の麻理（古村比呂）がいる宝塚へ向かう。麻理の紹介で山之内淑恵（雪村いづみ）と名乗る税理士に出会い、「女たちの洋館　ディー・フロイライン」という名の洋館で3人は共同生活を始める。

## スタッフ
- 製作：石井幸一、市村朝一
- 音楽：かしぶち哲郎
- 撮影：水野尾信正
- 美術：酒井賢
- 録音：宮内一男
- 照明：粟木原毅
- 編集：池田美千子
- 助監督：大河原孝夫
- 製作担当者：森知貴秀
- スチール：石月美徳
- 音響効果：佐々木英世
- 特殊撮影：川北紘一（ノンクレジット[2]）
- 脚本・監督：大森一樹

## キャスト
- 安達郁子：斉藤由貴
- 河野麻理（主人公の友人・宝塚ファン）：古村比呂
- 暮林愛子：朝加真由美
- 石橋宏幸：竹内力
- 池田雅志：山田辰夫
- 時任純平：木之元亮
- 西山隆太：斉藤洋介
- 服部花子：室井滋
- 中山誠吾：又野誠治
- 暮林真：斉藤亮太
- 寺沢健：植田芝暁
- 植田長一：上田耕一
- 花屋敷金吾：石橋雅史
- 山之内淑恵：雪村いづみ
- 安達紀子：浅芽陽子
- 安達年男：伊武雅刀
- 宝塚歌劇団：杜けあき、平みち、涼風真世

## 主題歌
- 斉藤由貴「さよなら」（発売元：キャニオン・レコード）

## 劇中歌
- 安達年男（伊武雅刀）『「さよなら」の女たち』（作詞：大森一樹、作曲：原由子）